# Francia

Franken từ 481 tới 814

Sự mở rộng lãnh thổ của đế quốc Frank

Francia, còn gọi là Vương quốc Frank (tiếng Latinh: Regnum Francorum, "Vương quốc của người Frank") hoặc Đế quốc Frank (tiếng Latinh: Imperium Francorum), là lãnh thổ người Francia, một liên minh các bộ lạc Tây Germanic trong thời hậu kỳ cổ đại và sơ kỳ trung đại. Dưới những chiến dịch không ngừng nghỉ của Charles Martel, Pepin Lùn và Charlemagne, lãnh thổ của người Frank được mở rộng lớn nhất vào đấu thế kỷ thứ 9.
Truyền thống về việc phân chia gia tài giữa những người anh em khiến cho lãnh địa của người Frank dù là một chính thể nhưng được chia nhỏ ra thành những regna (vương quốc, tiểu vương quốc). Giới hạn địa lý và số lượng tiểu vương quốc thay đổi theo thời gian, từ Franken bao gồm từ đầu thế kỷ 6 Austrasia, nằm ở trung tâm sông Rhein và sông Maas ở phía bắc lục địa Âu châu; và cả Neustria phía bắc Loire và phía tây của Seine, mà đến thế kỷ 8 lại thống nhất lại thành Franken. Cuối cùng, việc sử dụng số ít cái tên Franken được chỉ tới Paris, khu vực châu thổ Seine xung quanh Paris, nơi ngày nay vẫn giữ cái tên Île-de-France, cái tên nền tảng cho tên của Vương quốc Pháp.

## Lịch sử

### Sự xuất hiện và thi di của người Francia
Tên tộc Francia xuất hiện lần đầu tiên trong sử liệu vào giữa thế kỷ 3 Tây lịch. Người ta tìm thấy ngôn từ thật sự tối cổ ghi về Francia mang tính lịch sử là 「Phờ-răng (francus hoặc franci）」 trong hành quân ca La Mã vào khoảng năm 241  và xuất hiện trong sách『 Hoàng đế liệt truyện 』vào thế kỷ IX và lưu truyền chí kim. Người Digan hay gọi là người Đức cư trú ở vùng trung lưu của sông Rhine xưng là 「người Francia」. Từ thế kỷ III đến thế kỷ IV,  tộc Chamavi , tộc Bructeri , tộc Chattuarii, tộc Salians, tộc Ampsivarii, tộc Tubantes , xưng là 「người Francia」 trên phương diện sử liệu La Mã. Tên này chỉ là tên mà người La Ma gọi Francia, và không rõ liệu các bộ lạc người Đức được gọi bằng tên này thực tế có phải là do ý thức đồng tộc hay không. Việc các chư bộ tộc này cư trú ở địa đới biên cảnh của Đế quốc La Mã đã đặt họ cùng một cộng đồng chính trị bất định với người La Mã, điều này có thể bồi dưỡng ý thức cộng tộc tự thân hai dân tộc với nhau..

## Vua chúa
Các vua của đế chế Franks:
- Vua người Frank Ripuarians (Frank "đồng bằng"):

1. Ascaric: 295 - 306
2. Merogais: 306
3. Mallobaudes: 350 - 380
4. Genobaud: 380 - 388
5. Sunno: 388 - 390
6. Marcomer: 390 - 399
7. Pharamond: 400 - 427, con trai của Marcomer
8. Chlodio: 420 - 448
9. Theudemeres: 422
10. Aegidius: 450 - 465
11. Sigobert the Lame: 483 - 507, sau bị con trai là Chlodoric ám sát chết năm 507.
12. Chlodoric: 507 - 509

- Vua người Frank Salian (Frank "miền biển"):

1. Chlodio: 426 - 447, con trai của vua Theudemeres, vua của vùng Dispargum và Tournai.
2. Merovech: 447 - 458
3. Childeric I: 458-481
4. Clovis I: 481 - 511

+ Năm 509, Clovis thống nhất hai bộ lạc Frank Salian và Frank Ripuarians, thành lập vương quốc Frank thống nhất (lần đầu tiên) dưới sự thống trị của vương triều Meroving. Sau khi Clovis I chết năm 511, vương quốc Frank bị chia thành 4 vùng cho bốn con trai cai trị, kéo dài đến năm 613:
- Vùng Neustria (sau là Soissons)

1. Chlothar I: 511 - 561
2. Chilperic I: 561 - 584
3. Chlothar II: 584 - 629

- Vùng Lutetia (sau là Paris)

1. Childebert I: 511 - 558
2. Charibert I: 561 - 567

- Vùng Burgundia (sau là Orléans)

1. Chlodomer: 511 - 524
2. Guntram: 561 - 592
3. Theuderic II: 595 - 613
4. Sigebert II: 613

- Vùng Austrasia (sau là Reims và Metz)

1. Theuderic I: 511 - 534
2. Theudebert I: 534 - 548
3. Theudebald: 548 - 555
4. Sigebert I: 561 - 575
5. Childebert II: 575 - 595
6. Theudebert II: 595 - 612

+ Năm 558, Chlothar I thống nhất vương quốc lần thứ hai. Sau khi ông chết, vương quốc lại bị chia cắt.
+ Năm 613, Chlothar II (584 - 629) đánh bại Sigebert II và nhiếp chính Brunhilda và thống nhất vương quốc lần 3. Để xoa dịu sự chống đối, tranh giành quyền lực giữa các con và quần thần, năm 623, ông 1 lần nữa lại phân chia vương quốc thành 4 vùng Neustria; Aquitania; Austrasia; Burgundia.
Năm 629, dưới thời Dagobert (con trai của Chlothar II), ông cai trị cả ba vùng Neustria, Austrasia và Burgundia, nhường vùng Aquitania cho người anh em là Charibert II (629-632) và Chilperic (632); năm 634 ông lại tách vùng Austrasia cho Sigebert, và tự cai trị độc lập 2 vùng còn lại:
- Vùng Neustria và Burgundia:

1. Dagobert I: 634 - 639
2. Clovis II: 639-655
3. Chlothar III: 655-673
4. Theuderic III: 673
5. Childeric II: 673-675
6. Theuderic III: 675-691

- Vùng Austrasia:

1. Sigebert III: 634 - 656
2. Childebert: 656 - 661
3. Childeric II: 662 - 675
4. Clovis III: 675 - 676
5. Dagobert II: 676 - 679

+ Năm 679, Theuderic III thống nhất lần 3, thành lập vương quốc Frank thống nhất.
Theuderic III: 679 - 691
Clovis IV: 691 - 695
Childebert III: 695 - 711
Dagobert III: 711 - 715
Chilperic II: 715 - 720
Chlothar IV: 717 - 718
Theuderic IV: 720-737
Dagobert III: 737 - 743
Childeric III: 743 - 752
Vương triều Caroling:
Pépin II "Trẻ": 752 - 768
Carloman I: 768 - 771
Charles I "Đại đế" (Charlemagne): 768 - 814
Louis I "Sùng đạo": 814 - 840
Lothair I: 840 - 843
+ Tháng 8/843, ba người con của Louis là Lothaire, Louis "người man di" (German) và Charles "Hói đầu" đã ký Hiệp ước Verdun (traité de Verdun), theo đó vương quốc Frank thống nhất bị chia thành 3 vương quốc là Tây Frank (Pháp), Trung Frank (Italia) Đông Frank (Đức):
A. Vương quốc Tây Francia (Regnum Franciae)
- Charles II "Hói đầu": 843–877, vua của Ý và là Hoàng đế của "Đế quốc Thánh La Mã" từ năm 875

+ Aquitaine: Charles the Child, 855–866; Louis the Stammerer, 866–877.
- Louis II "Nói lắp": 877–879
- Louis III: 879–882
- Carloman II: 879–884
- Charles III "To Béo": 884–888, Hoàng đế của "Đế quốc Thánh La Mã" từ năm 881
- Odo: 888–898

Aquitaine: Ranulf II, 888–889 (Ramnulfid, không thuộc tộc Karolinger)
- Charles III "Đơn giản": 898–922
- Robert I: 922–923
- Rudolph: 923–936
- Louis IV the Transmarinus: 936–954
- Lothair II: 954–986
  - Aquitaine: Louis the Sluggard, 980–986
- Louis V "kẻ lười biếng": 986–987

B. Vương quốc Trung Francia (Regnum Italiae):
- Lothair I: 843–855, làm Hoàng đế của "Đế quốc Thánh La Mã" 2 lần (824, 840)
  - Italy: Lothair I, 818-855; Louis II, đồng cai trị với cha từ 839–855

Sau khi Lothair chết, vương quốc được chia lại cho 3 người con của ông:
- Louis II, 855–875, con cả của Lothair và thay cha làm Hoàng đế của "Đế quốc Thánh La Mã", vua Italia.
- Lothair II, 855–869, con thứ hai của Lothair, nhận phần đất phía bắc của vương quốc và đặt tên là "Lotharingia" (Lorraine)
- Charles, 855–863, con út của Lothair, nhận phần đất phía nam của vương quốc và đặt tên là "Burgonde".

C. Vương quốc Đông Francia (Regnum Germaniae):
- Louis II "người man di" (German): 843–876
  - Bavaria: Carloman, đồng cai trị từ 864–876

Louis chia đất cho ba con trai, sau năm 887 thì thống nhất đất đai về tay một người cháu của ông:
- Carloman, vua Bavaria 876–880. vua Italy 877
- Louis III"Trẻ", vua Saxony, Franconia và Thuringia từ 876–882, thừa hưởng vùng đất Bayern từ tay của anh trai là Carloman năm 880
- Charles III "To Béo", vua Swabia, Alemannia and Rhaetia 876–887, thừa hưởng vùng đất Italia từ tay của anh trai là Carloman năm 879, thừa hưởng vùng đất còn lại ở Đông Francia từ tay anh trai là Louis năm 882. Hoàng đế năm 881

Sau khi Charles "To Béo" bi truất ngôi vua, vùng đất Đông Francia rơi vào tay cháu trai là Arnulf:
- Arnulf, 887–899, vua Italia và là Hoàng đế từ năm 896
  - Italy: Ratold, 896
  - Lotharingia: Zwentibold, 895–900
- Louis "Trẻ con", 899–911, vua cuối cùng của triều đại Caroling. Sau khi ông mất, quyền lực rợi vào tay của Konrad xứ Francoine và đế chế Frank chính thức tan rã hoàn toàn.

## Liên kết
- TABLE. Capitals of the Frankish Kingdom according to the years, in 509 - 800 Lưu trữ ngày 27 tháng 3 năm 2009 tại Wayback Machine

1. ↑  có ý vị「người dũng cảm [5], 「Người đại đảm 」 [6], あるいは「người cộc cằn」 「người thô bạo」,「người đáng sợ」[7].